# إيستمان جونسون
إيستمان جونسون (بالإنجليزية: Eastman Johnson)‏ هو رسام أمريكي، ولد في 29 يوليو 1824 في لوفيل في الولايات المتحدة، وتوفي في 5 أبريل 1906 في نيويورك في الولايات المتحدة.